# Andreea Chițu
Andreea Chițu (Bolintin-Vale, 7 de maig de 1988) és una esportista romanesa que competeix en judo.
Ha guanyat tres medalles en el Campionat Mundial de Judo entre els anys 2011 i 2015, i 5 medalles en el Campionat Europeu de Judo entre els anys 2012 i 2016.
En els Jocs Europeus de Bakú 2015 va aconseguir una medalla d'or en la categoria de ?52 kg.

## Palmarès internacional
| Campionat del món | Campionat del món     | Campionat del món | Campionat del món |
| Any               | Lloc                  | Medalla           | Categoria         |
| ----------------- | --------------------- | ----------------- | ----------------- |
| 2011              | París ( França)       | 3                 | –52 kg            |
| 2014              | Txeliàbinsk ( Rússia) | 2                 | –52 kg            |
| 2015              | Astanà ( Kazakhstan)  | 2                 | –52 kg            |
| Jocs Europeus     |                       |                   |                   |
| Any               | Lloc                  | Medalla           | Categoria         |
| 2015              | Bakú ( Azerbaidjan)   | 1                 | –52 kg            |
| Campionat Europeu |                       |                   |                   |
| Any               | Lloc                  | Medalla           | Categoria         |
| 2012              | Txeliàbinsk ( Rússia) | 1                 | –52 kg            |
| 2013              | Budapest ( Hongria)   | 2                 | –52 kg            |
| 2014              | Montpeller ( França)  | 3                 | –52 kg            |
| 2015              | Bakú ( Azerbaidjan)   | 1                 | –52 kg            |
| 2016              | Kazan ( Rússia)       | 3                 | –52 kg            |